# صفت مرکب در زبان انگلیسی
صفت عبارتی، توصیف‌کننده ترکیبی، صفت مرکب، صفت خط فاصله‌ای یا عبارت توصیفی به یک عبارت چند واژه‌ای گفته می‌شود که معمولاً خطوط فاصله به هم متصل هستند و همان کارکرد صفت را دارند. باید به این نکته توجه داشت که صفت‌های مرکب که با خط پیوند ساخته می‌شوند در عمل یک واژه شمرده خواهند شد.
مثال
65.5-million-dollar project
پروژه ۶۵/۵ میلیون دلاری